# People Are Strange
"People Are Strange" is een nummer van de Amerikaanse band The Doors. Het nummer werd uitgebracht op hun album Strange Days uit 1967. Op 3 september van dat jaar werd het nummer uitgebracht als de eerste single van het album.

## Achtergrond
"People Are Strange" werd begin 1967 geschreven, nadat gitarist Robby Krieger en zanger Jim Morrison naar het hoogste punt van Laurel Canyon waren gelopen. Drummer John Densmore herinnert zich in zijn boek Riders on the Storm dat hij en zijn huisgenoot Krieger bezoek kregen van Morrison, die zich "erg depressief" gedroeg. Krieger stelde voor om een lange wandeling door de buurt (Laurel Canyon in Los Angeles) te maken en zo geschiedde. Morrison kwam "euforisch" terug, met de vroege tekst van "People Are Strange". Krieger was geïntrigeerd door de tekst en hij was overtuigd dat het een hit zou worden toen hij de door Morrison gezongen melodie hoorde. Hoewel het nummer door Morrison en Krieger is gemaakt, werd het toegeschreven aan de gehele band, net als bij andere songs.
Densmore vertelde in zijn boek Riders on the Storm: "[Morrison zei:] 'Ja, ik voel me erg goed hierover. Het kwam zomaar tot mij... in een flits - terwijl ik daar zat op de richel en over de stad kijk.' Zijn ogen waren wild van opwinding. 'Ik krabbelde het neer zo snel als ik kon. Het voelde geweldig om weer te schrijven.' Hij keek naar beneden op zijn verfrommelde papiertje in zijn hand en zong het refrein met zijn prachtige bluesstem."
Tekstueel gaat "People Are Strange" over vervreemding en hoe het is om een buitenstaander te zijn. Hiermee sprak Morrison zowel hippies en LSD-gebruikers, als buitenbeentjes in het algemeen, aan. Densmore geloofde dat het nummer een manifestatie was van de kwetsbaarheid van Morrison.
"People Are Strange" was enkel een hit in de Verenigde Staten, waar het de twaalfde plaats in de Billboard Hot 100 haalde. In 1987 werd het nummer gecoverd door de Britse band Echo & the Bunnymen als onderdeel van de soundtrack voor de film The Lost Boys. Deze versie, geproduceerd door Doors-keyboardspeler Ray Manzarek, bereikte in 1988 de 29e plaats in het Verenigd Koninkrijk en de dertiende plaats in Ierland bij de heruitgave in 1991. Daarnaast werd het ook gecoverd door onder meer Edward Furlong, Stina Nordenstam, Alvin and the Chipmunks, Twiztid, George Winston, Tori Amos, Evanescence en Tiny Tim.

## NPO Radio 2 Top 2000
| Nummer met noteringen in de NPO Radio 2 Top 2000 | '05  | '06 | '07 | '08  | '09 | '10 | '11 | '12 | '13 | '14 | '15 | '16 | '17 | '18  | '19 | '20  | '21 | '22  | '23  | '24  |
| ------------------------------------------------ | ---- | --- | --- | ---- | --- | --- | --- | --- | --- | --- | --- | --- | --- | ---- | --- | ---- | --- | ---- | ---- | ---- |
| People Are Strange                               | 1099 | 724 | 739 | 1158 | 731 | 678 | 517 | 388 | 361 | 501 | 527 | 683 | 781 | 1015 | 874 | 1006 | 982 | 1053 | 1075 | 1124 |

1. ↑  Een vetgedrukt getal geeft de hoogste notering aan.
2. ↑  2005 was het eerste jaar met een notering voor dit nummer.